# Pohjola
Pohjola é uma localização na mitologia finlandesa, referente a Pohja (Norte), como ponto cardeal, a Terra do Norte — toda a região polar, e no mundo do Kalevala, a terra de Sami. 
No mundo real, Pohjola inclui parte da Lapónia e a antiga Kainuu. Pohjola pode também ser considerado um local puramente mítico, de onde se originaria o mal — uma terra do norte, de maus presságios e sempre fria. Doenças e gelo possivelmente derivam desta Pohjola. Pojhola é o inimigo de Väinölä — a terra de Kalevala.
Na mitologia, a Senhora de Pohjola é Louhi, uma malvada feiticeira de grandes poderes. O grande ferreiro Seppo Ilmarinen constrói Sampo sob suas instruções e oferece-o à feiticeira em troca da mão da sua filha em casamento. Sampo é um moinho mágico semelhante à Cornucópia, que providencia abundância ao povo de Pohjola, mas a sua tampa de abundância é um símbolo da abóbada celeste dos céus, salpicado de estrelas, rodando em volta de um eixo central ou pilar do mundo. Outros personagens do Kalevala também procuraram casamento com filhas de Pohjola. Estes incluem o aventureiro Lemminkäinen e o grande sábio Väinämöinen. Louhi exigiu deles milagres semelhantes ao da criação de Sampo, tal como o abate do Cisne de Tuonela. Quando o proponente conseguia finalmente a mão da filha, o casamento e grandes festas onde se comia e bebia eram realizadas no grande salão de Pohjola.
A fundação do pilar do mundo, a raiz desta "árvore do mundo", encontrava-se, segundo a perspectiva mitológica finlandesa, algures logo acima do horizonte a norte, em Pohjola. A construção e arrebatamento do Sampo e a sua abundância pela feiticeira Louhi para o interior de uma grande montanha nas escuras regiões de Pohjola; o confronto e guerra pelo povo do sul para libertar Sampo e o obter para a sua subsistência, e consequente destruição de Sampo e perda da sua importante tampa (que implica a quebra do árvore do mundo, no pólo norte) juntos constituem o âmago do Kalevala.